# Katedra prawosławna w Birmingham
Katedra Zaśnięcia Matki Bożej i św. Andrzeja (gr. Καθεδρικός Ναός της Κοιμήσεως της Θεοτόκου και Αποστόλου Ανδρέα) – prawosławna katedra w Birmingham, znajdująca się przy ulicy Summer Hill Terrace, jest poświęcona Zaśnięciu Matki Bożej i św. Andrzejowi.
Jest to dawny kościół katolickoapostolski, wybudowany w 1873 i zaprojektowany przez Juliusa Alfreda Chatwina. Dobudowy dokonano w 1898 i 1900. Świątynia została wzniesiona z angielskich spojonych brązowych cegieł z grupami niebieskich cegieł i damaskinażem oraz terakotowymi dekoracjami. Stromo opadający prosty dach z płytek z uformowowanym terakotowym zwieńczeniem ściany szczytowej z wypukłymi klęcznikami i krzyżami na szczycie. 8-przęsłowa nawa główna z niskimi nawami bocznymi; apsydowe prezbiterium, apsydowe baptysterium przy zachodniej fasadzie; południowa kaplica; okrągły kapitularz; krużganek i kruchta przy północnym zachodnim narożniku; zakrystia od strony północnej. Zakrystia, kapitularz i krużganek zostały dobudowane około 1900. Kościół został zbudowany w wysokim wiktoriańskim stylu gotyckim z geometrycznym prezbiterium.